# Aldershot Town FC
Az Aldershot Town Football Club egy 1992-ben alapított angliai labdarúgóklub Aldershot városban. A csapat jelenleg az ötödik divízióban (Football Conference Premier) játszik.  2008-tól 2013-ig a Football League Two-ben versenyeztek, de a 2012-13-as szezon végén  kiestek.

## Stadion
A csapat otthona a The Recreation Ground, kapacitása 7100 fő.

## Sikerek
- Angol labdarúgó-bajnokság (ötödosztály) bajnok: 2007-08

## Híres játékosok
- Anthony Straker

## Fordítás
- Ez a szócikk részben vagy egészben  az   Aldershot Town F.C. című angol Wikipédia-szócikk fordításán alapul.  Az eredeti cikk szerkesztőit annak laptörténete sorolja fel. Ez a jelzés csupán a megfogalmazás eredetét és a szerzői jogokat jelzi, nem szolgál a cikkben szereplő információk forrásmegjelöléseként.